# Herdé jezik
Herdé jezik (ISO 639-3: hed; he’dé, ka’do herdé, “kado”, zime), čadski jezik podskupine masa, kojim govori 40 000 ljudi (1999 SIL) u čadskim departmanima Mayo-Dallah i Lac Léré.
Etnička grupa se zove Kado (Kado Herde); etničkih (53 000)

## Vanjske poveznice
- Ethnologue (14th)
- Ethnologue (15th)